# ها جو هی
ها جو هی (انگلیسی: Ha Joo-hee؛ زادهٔ ۱۸ سپتامبر ۱۹۸۲) بازیگر سینما اهل کره جنوبی است.